# Yuzhoupliosaurus
Yuzhoupliosaurus là một chi thằn lằn cổ rắn, được Zhang mô tả khoa học năm 1985.